# Oberpostdirektion Augsburg

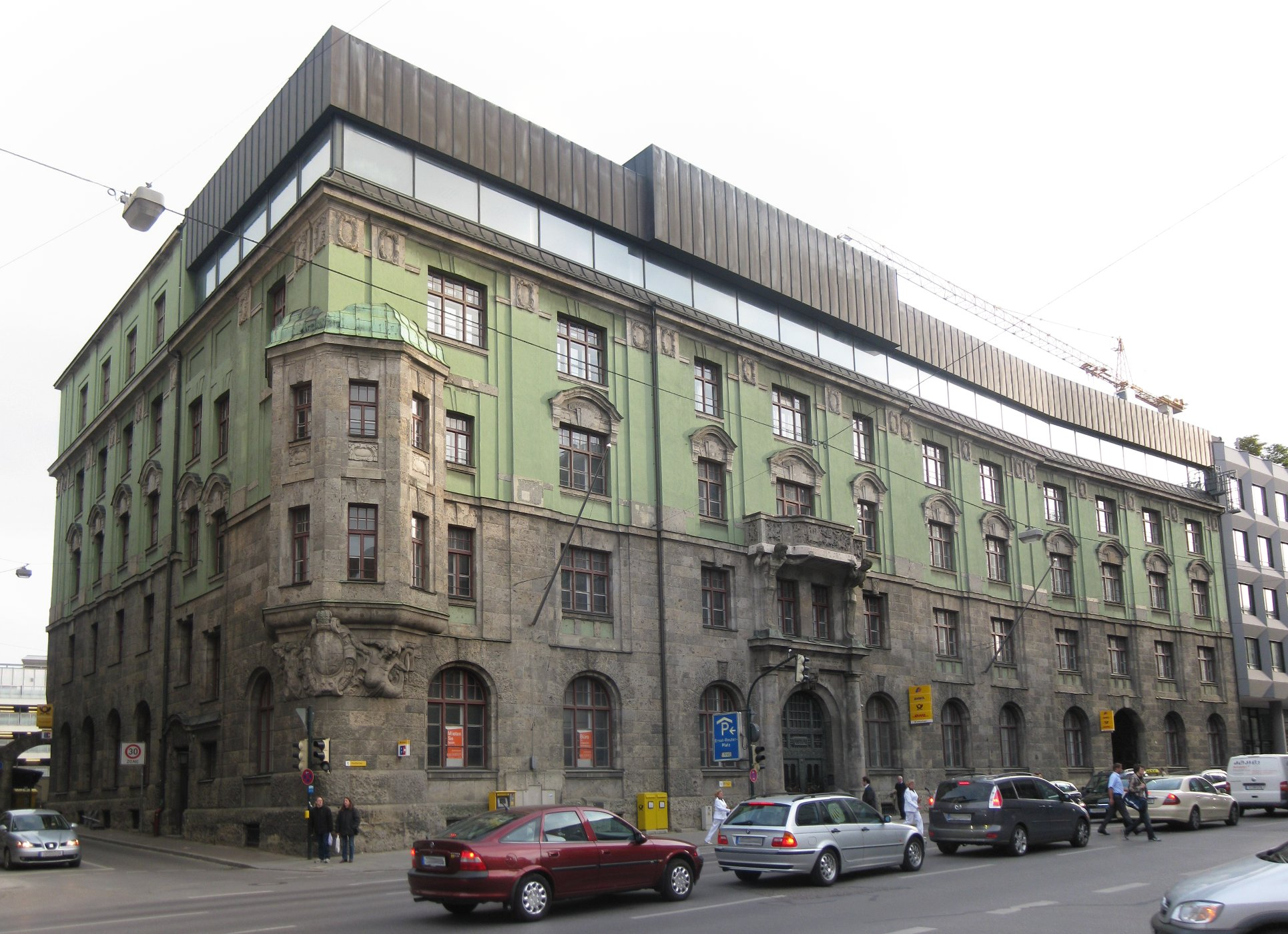
Oberpostdirektion Augsburg vor der Umgestaltung

Das Gebäude der Oberpostdirektion in Augsburg, im Volksmund Grottenau oder Grottenaupost genannt, wurde 1905 an Stelle des alten königlich-bayerischen Ober-Postamts an der Grottenau errichtet, nachdem dieses zu klein geworden war. Das neue Gebäude beherbergte zunächst die technischen Einrichtungen für Telegrafie und Telefonie, später auch Sendeanlagen für das niederfrequente Drahtfunknetz. Nach der Postreform wurde das Gebäude von dem Nachfolgeunternehmen Deutsche Telekom AG übernommen und vor allem als Bürogebäude genutzt.

## Altes Gebäude (1756–1905)
Am 21. September 1850 wurde die erste Augsburger Telegrafenstation im Markgrafenturm am Fronhof an der Peutingerstraße in Betrieb genommen. Diese wurde dann 1880 dem königlich-bayerischen Ober-Postamt in Augsburg unterstellt und am 3. und 4. Mai 1885 in ein Rückgebäude des alten Ober-Postamtes in der Grottenau verlegt. Das alte Postamtsgebäude bestand seit 1756 als Poststation der Kaiserlich Taxi’schen Post und wurde 1808 an die königlich-bayerische Post übergeben. Am 19. Oktober 1885 verordnete die für Bahn und Post zuständige Generaldirektion der königlich-bayerischen Verkehrsanstalten die Errichtung der ersten staatlichen Telefon-Anlage, welche am 3. Juli 1886 ebenfalls noch im alten Ober-Postamtsgebäude mit 111 angeschlossenen Teilnehmern in Betrieb genommen wurde.

## Neues Gebäude

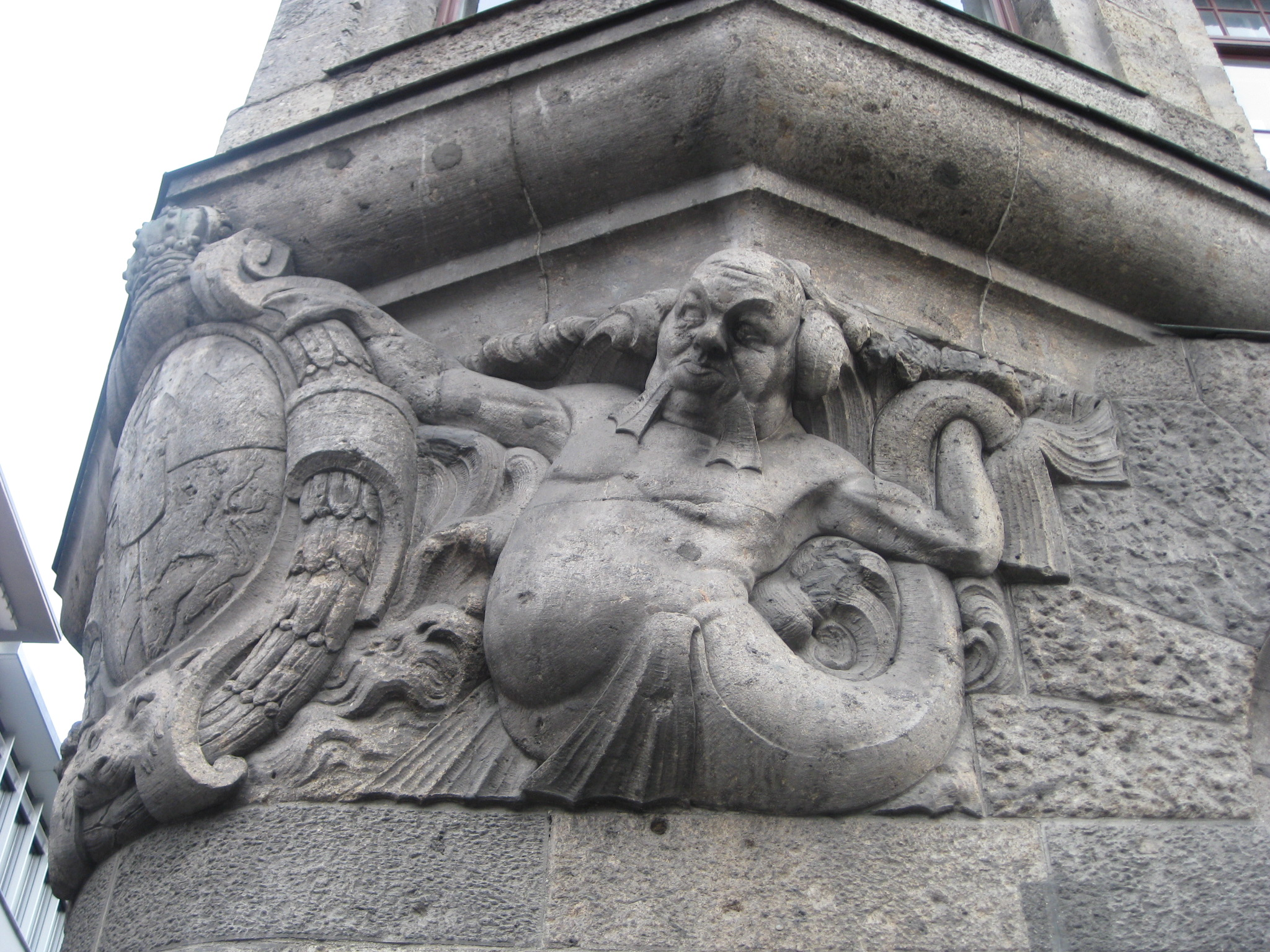
Detail an der Fassade

### Bauausführung
Nachdem das alte Gebäude zu klein geworden war, wurde es abgerissen und von 1905 bis 1908 das neue Gebäude an gleicher Stelle errichtet. Nach den Plänen des staatlichen Baubeamten Wicklein wurde ein viergeschossiger Gebäudekomplex im neobarocken Stil errichtet. Auf einem Sockel aus Nagelfluh wurden nur die unteren beiden Geschosse mit Naturstein (Suevit) verkleidet, die oberen wurden verputzt. Das Hauptgebäude ist durch Pilaster gegliedert, das Eingangsportal wird durch einen darüber angeordneten Balkon betont. Im Inneren des Gebäudes befanden sich eine glasüberdachte Schalterhalle und eine Arkaden-Galerie. In den Arkaden zeigte ein Gemälde des Freskenmalers August Brandes das erste Augsburger Posthaus am Pfannenstiel (1513–1632) und den abgerissenen Vorgängerbau. Das Gemälde ist heute überstrichen und nicht mehr sichtbar.

### Nutzung und Umbauten

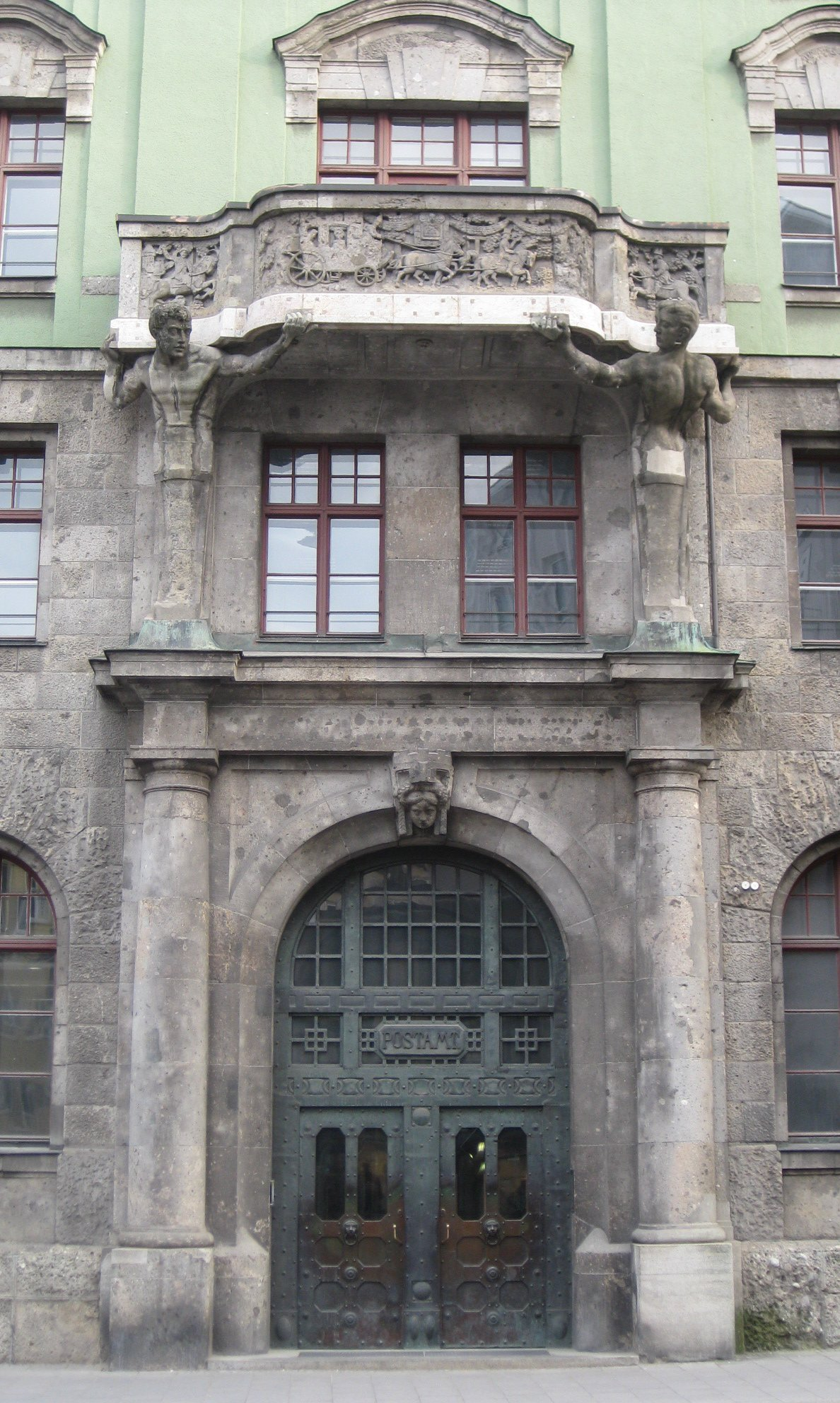
Haupteingang des Postgebäudes

Während der Bauzeit erfolgte am 1. April 1907 eine Umorganisation des Postdienstes und die Umbenennung in „Oberpostdirektion Augsburg“. Gleichzeitig wurden die ersten weiblichen Arbeitskräfte im Telegrafendienst eingesetzt. Für den stark wachsenden Telefonverkehr in Augsburg wurde 1924, zusätzlich zur bestehenden Handvermittlung, die erste automatische Wählanlage in Betrieb genommen. Bereits 1925 wurde das Gebäude an der Grottenau zu klein und man begann mit der Errichtung eines weiteren Gebäudes in der Langenmantelstraße, welches 1928 fertiggestellt war. Das Fernamt wurde dorthin ausgelagert, die weiterhin handvermittelte Ortsumschaltestelle verblieb im Gebäude an der Grottenau. Mit der fortschreitenden Entwicklung wurden in dem Gebäude laufend neue technische Einrichtungen für verschiedene Fernmeldedienste eingebaut. Ab 1927 wurde von dort das erste niederfrequente Drahtfunknetz Bayerns bis 1945 betrieben. Im Jahr 1930 waren bereits 6 Teilvermittlungsstellen in Augsburg in Betrieb, die Zentralstelle Augsburg-Mitte in der Grottenau wurde jedoch erst Anfang 1935 automatisiert und im 3. Obergeschoss 5000 Anschlusseinheiten mit Hebdrehwählertechnik in Betrieb genommen.
1939 wurde eine Neuorganisation durchgeführt und zunächst ein Fernsprechamt gegründet, was später in Fernmeldeamt umbenannt wurde. Während des Zweiten  Weltkrieges wurde Anfang 1944 das Gebäude durch einen alliierten Fliegerangriff beschädigt und im Kellergeschoss daraufhin ein Notbetrieb eingerichtet. Der Giebel und das markante Walmdach waren beschädigt. Die Schäden wurden erst 1949 und 1950 durch den Bau eines fünften Obergeschosses beseitigt. Von 1973 bis 1975 wurde das oberste Stockwerk umgestaltet, und das Gebäude erhielt dadurch sein heutiges Aussehen. Es wurde weiterhin vom Fernmeldedienst der Deutschen Bundespost genutzt und laufend um- und ausgebaut. Der erste Telekom-Laden Augsburgs wurde dort eingerichtet, welcher aus Platzmangel jedoch bald umziehen musste. Zuletzt waren dort Büros der Nachfolgefirmen Deutsche Telekom und dem Geschäftskundenbereich T-Systems untergebracht.
Seit 2011 gehört das Gebäude der Stadt Augsburg. Nach längerem Leerstand und Umbau von 2017 bis 2020 wurde ein Teil des Leopold-Mozart-Zentrums der Universität Augsburg angesiedelt. Der bisherige Standort in der Maximilianstraße wurde damit aufgegeben. Unter anderem wurde in der ehemaligen Schalterhalle im Erdgeschoss ein Konzertsaal für etwa 150 Besucher eingerichtet. Darüber hinaus haben Mitarbeiter des städtischen Jugendamtes sowie der Verkehrsüberwachung einen Teil des Gebäudes bezogen.
Die frühere Postfiliale zog ein paar Häuser weiter. Damit endete die lange postliche Nutzung des Gebäudes.
Angedacht war zunächst auch, die bisher im Süden und Osten des Gebäudes bestehende Mauer zu entfernen, wodurch der vorhandene Innenhof in Richtung Ernst-Reuter-Platz zugänglich gemacht werden soll.

## Oberpostdirektoren bzw. Präsidenten der Oberpostdirektion/Reichspostdirektion
- 1912–1930: Anton Arndt
- 1930–1938: Wilhelm Feineis
- 1938–1945: Robert Simm